# Система управления документами
Система управления документами, СУД, DMS (англ. Document management system) — компьютерная система (или набор компьютерных программ), используемая для отслеживания и хранения электронных документов и/или образов (изображений и иных артефактов) бумажных документов. Системы управления документами (DMS) обычно рассматриваются как компонент систем управления содержимым масштаба предприятия (Enterprise Content Management System, ECMS), разновидности систем управления содержимым (CMS).
В общем случае системы управления документами (DMS) предоставляют хранение, версионирование, пометку метаданными и безопасность по отношению к документам, а также индексирование и развитые возможности поиска документа.

## Сервисы DMS

### Метаданные
Метаданные обычно хранятся для каждого документа. Метаданные, например, могут включать дату занесения документа в хранилище и идентификатор пользователя, совершившего это действие. DMS также может извлекать метаданные из документа автоматически или запрашивать их у пользователя. Некоторые системы предоставляют сервис оптического распознавания текста сканированных документов или извлекают текст из электронных документов. Используя извлечённый текст, система позволяет производить поиск документа по ключевым словам внутри документа.

### Интеграция
Многие системы управления документами пытаются интегрировать функцию управления документами непосредственно в различные приложения, позволяя пользователю получать документ сразу из хранилища системы управления документами, делать какие-либо модификации, и сохранять его обратно в хранилище в качестве новой версии, и всё это проделывать в одном приложении, не выходя из него. Данная интеграция, в основном, доступна для офисных пакетов и почтовых клиентов или для программного обеспечения, предназначенного для групповой/коллективной работы. Интеграция обычно подразумевает использование открытых стандартов, таких как: ODMA, LDAP, WebDAV и SOAP.

### Захват
Перевод в цифровой вид бумажных документов, используя сканеры и МФУ. Также часто используется программное обеспечение для оптического распознавания текста, чтобы конвертировать цифровые изображения в машиночитаемый текст.

### Индексирование
Индексирование предоставляет возможность классифицировать документы посредством метаданных и словарного индекса текста, извлеченного из документа. Индексация существует, главным образом, для поддержки развитых возможностей поиска документов. Одно из главных условий быстрого и качественного поиска — это создание индекса документа.

### Хранилище
Хранит электронные документы. Хранилище документов также включает в себя и управление тех же самых документов, которое оно хранит. Также хранилище обеспечивает миграцию с одного носителя на другой и целостность данных.
Хранилище документов может представлять собой как файловое хранилище, так и хранилище в виде СУБД (базы данных). В свою очередь, хранилище документов в СУБД может производиться как в одной (единой) базе данных, так и в раздельных базах данных.

## Нормативные требования в Российской Федерации
К основным нормативным требованиям к системам управления документами организаций относятся:
- Федеральные законы «Об обязательном экземпляре документов» от 29.12.1994 № 77-ФЗ и «Об электронной подписи» от 06.04.2011 № 63-ФЗ
- ГОСТ Р 7.0.97-2016 «Система стандартов по информации, библиотечному и издательскому делу (СИБИД). Организационно-распорядительная документация. Требования к оформлению документов»
- ГОСТ Р ИСО 15489-1-2019 «СИБИД. Информация и документация. Управление документами. Часть 1. Понятия и принципы»
- ГОСТ Р ИСО 30300-2015 «СИБИД. Информация и документация. Системы управления документами. Основные положения и словарь»
- ГОСТ Р 7.0.101-2018/ИСО 30301:2011 «СИБИД. Информация и документация. Системы управления документами. Требования»
- ГОСТ Р ИСО 23081-1-2008 «СИБИД. Процессы управления документами. Метаданные для документов. Часть 1. Принципы»
- ГОСТ Р 55681-2013/ISO/TR 26122:2008 «Информация и документация. Анализ процессов работы с точки зрения управления документами»
- ГОСТ Р 53898-2013 «Системы электронного документооборота. Взаимодействие систем управления документами. Технические требования к электронному сообщению»
- ГОСТ Р 57551-2017/ISO/TR 18128:2014 «Информация и документация. Оценка рисков для документных процессов и систем»
- ГОСТ Р ИСО 11442-2014 «Техническая документация на продукцию. Управление документацией»
- ГОСТ Р ИСО/ТС 10303-1297-2012 «Системы автоматизации производства и их интеграция. Представление данных об изделии и обмен этими данными. Часть 1297. Прикладной модуль. Управление документами по прикладному протоколу ПП239»